# Phyllanthus pierlotii
Phyllanthus pierlotii är en emblikaväxtart som beskrevs av Jean F.Brunel. Phyllanthus pierlotii ingår i släktet Phyllanthus och familjen emblikaväxter.
Artens utbredningsområde är Togo. Inga underarter finns listade i Catalogue of Life.